# Bewegen is gezond
Bewegen is gezond is een single van Kinderen voor Kinderen uit 2013.
Het lied werd geschreven door Lucia Marthas en Tjeerd Oosterhuis als themalied voor de Koningsspelen in 2013. Het staat ook op het album Bewegen is gezond 34. Het nummer behaalde in de Nederlandse Single Top 100 de vijfde plaats en in de Nederlandse Top 40 de vierde positie in de Tipparade.